# Nosków (gromada w powiecie kaliskim)
Nosków – dawna gromada, czyli najmniejsza jednostka podziału terytorialnego Polskiej Rzeczypospolitej Ludowej w latach 1954–1972.
Gromady, z gromadzkimi radami narodowymi (GRN) jako organami władzy najniższego stopnia na wsi, funkcjonowały od reformy reorganizującej administrację wiejską przeprowadzonej jesienią 1954 do momentu ich zniesienia z dniem 1 stycznia 1973, tym samym wypierając organizację gminną w latach 1954–1972.
Gromadę Nosków z siedzibą GRN w Noskowie (obecnie w granicach Kalisza) utworzono – jako jedną z 8759 gromad na obszarze Polski – w powiecie kaliskim w woj. poznańskim, na mocy uchwały nr 22/54 WRN w Poznaniu z dnia 5 października 1954. W skład jednostki weszły obszary dotychczasowych gromad Nosków, Sulisławice, Sulisławice Kolonia i Szczypiorno ze zniesionej gminy Podgrodzie Kaliskie w powiecie kaliskim, a także miejscowość Podkoce (osada) z dotychczasowej gromady Mączniki ze zniesionej gminy Skalmierzyce Nowe w powiecie ostrowskim w tymże województwie. Dla gromady ustalono 21 członków gromadzkiej rady narodowej.
Gromadę zniesiono 1 stycznia 1962, a jej obszar włączono do gromady Dobrzec w tymże powiecie.